# 리오넬 음파시
리오넬 음파시 은조(프랑스어: Lionnel Mpasi Nzau, 1994년 8월 1일 ~ )는 로데스 AF에서 골키퍼로 활약하고 있는 콩고 민주 공화국의 축구 선수이다. 프랑스에서 태어난 그는 콩고 민주 공화국 국가대표팀에서 뛰고 있다.

## 어린 시절
음파시는 콩고 민주 공화국 출신 부모 사이에서 파리 동부 교외의 모에서 태어났다. 그는 2000년 8월 31일, 아버지의 귀화로 프랑스 국적을 취득했다.

## 구단 경력
파리 생제르맹 유소년팀 출신인 음파시는 2016년 로데스로 이적하기 전 툴루즈와 첫 프로 계약을 맺었다. 음파시는 2020년 2월 14일 리그 2에서 0-0으로 비긴 르망 FC와의 경기에서 프로 데뷔 전을 치렀다.

## 국가대표팀 경력
음파시는 프랑스의 전 청소년 국가대표이다. 그러나 그는 그의 부모님인 콩고 민주 공화국을 대표하기로 결정했다. 경기장에 나타나지 않고 선발된 그는 마침내 2022년 2월 1일, 바레인과의 친선 경기에서 콩고 민주 공화국 국가대표팀으로 데뷔했다.